# Пахольчук Сергій Іванович
Сергій Іванович Пахольчук (нар. 3 липня 1972, місто Донецьк) — український діяч, заступник голови Сумської обласної державної адміністрації. Т.в.о. голови Сумської обласної державної адміністрації з 9 по 23 листопада 2020 року.

## Життєпис
У вересні 1990 — липні 1995 року — студент Донбаської державної академії будівництва та архітектури в місті Макіївці Донецької області. Здобув спеціальність «Водопостачання, каналізація, охорона та раціональне використання водних ресурсів», кваліфікацію — інженер-будівельник.
З липня по вересень 1992 року працював слюсарем-ремонтником 3-го і 4-го розряду Донецького заводо-будівного комбінату, м. Донецьк.
У серпні 1995 — квітні 2000 року — начальник дільниці водопровідних мереж Пролетарського району служби водопровідно-каналізаційних мереж № 4 ДКП «Донецькміськводоканал», м. Донецьк. У квітні 2000 — вересні 2001 року — інженер І категорії виробничого відділу управління ДКП «Донецькміськводоканал», м. Донецьк.
У вересні 2001 — вересні 2002 року — начальник водопровідних мереж Пролетарського району служби водопровідно-каналізаційних мереж № 4 ДКП «Донецькміськводоканал», м. Донецьк.
У вересні 2002 — березні 2006 року — тимчасово виконувач обов'язків начальника служби водопровідно-каналізаційних мереж № 4 ДКП «Донецькміськводоканал», м. Донецьк.
У квітні 2006 — жовтні 2007 року — директор ТОВ «Донпобутсервіс», м. Донецьк.
У жовтні 2007 — жовтні 2008 року — інженер ІІ категорії, начальник технічної інспекції, головний інженер КП «Керуюча компанія Будьоннівського району», м. Донецьк.
У жовтні 2008 — червні 2009 року — директор ТОВ «БКФ «Укрбудсервіс», м. Донецьк.
У серпні 2009 — січні 2011 року — начальник виробничо-технічного відділу управління КП «Макіївський міськводоканал», м. Макіївка Донецької області.
У січні — вересні 2011 року — заступник директора технічного КП «Компанія «Вода Донбасу», м. Донецьк.
У вересні — листопаді 2011 року — головний спеціаліст відділу нормативно-правового та методологічного забезпечення тарифоутворення у сфері централізованого водопостачання і водовідведення управління тарифної політики у сфері централізованого водопостачання і водовідведення Національної комісії, що здійснює державне регулювання у сфері комунальних послуг України, м. Київ.
У грудні 2011 — листопаді 2014 року — начальник відділу розрахунку ефективності використання енергетичних ресурсів Департаменту тарифної політики та регулювання відносин у сфері централізованого водопостачання та водовідведення Національної комісії, що здійснює державне регулювання у сфері комунальних послуг України, м. Київ.
У листопаді 2014 — травні 2016 року — заступник директора Департаменту систем життєзабезпечення та житлової політики – начальник управління інженерних систем Міністерства регіонального розвитку, будівництва та житлово-комунального господарства України, м. Київ.
У травні — липні 2016 року — виконувач повноваження начальника управління житлово-комунального господарства Білоцерківської міської ради, м. Біла Церква Київської області.
У липні 2016 — вересні 2017 року — заступник міського голови Білоцерківської міської ради, м. Біла Церква Київської області.
З жовтня 2017 по лютий 2018 року перебував на обліку в Білоцерківському міськрайонному центрі зайнятості, м. Біла Церква Київської області.
У лютому 2018 — липні 2020 року — фізична особа-підприємець. З лютого 2018 року по травень 2020 року надавав консультаційні послуги Міністерству регіонального розвитку, будівництва та житлово-комунального господарства України щодо впровадження реформ в Україні відповідно до укладеного договору з Громадською спілкою «Фонд підтримки реформ в Україні», як фізична особа-підприємець.
З березня 2020 року призначений радником голови Сумської обласної державної адміністрації на громадських засадах з питань-житлово-комунального господарства.
З липня 2020 року — заступник голови Сумської обласної державної адміністрації.
З 9 по 23 листопада 2020 року — тимчасовий виконувач обов'язків голови Сумської обласної державної адміністрації.